# Semmes
Semmes è un comune (city) degli Stati Uniti d'America situata nella contea di Mobile dello Stato dell'Alabama.
Il suo nome è in onore dell'ammiraglio confederato Raphael Semmes.
È diventato ufficialmente un comune dal 2 maggio 2011. In precedenza era stato una ''unincorporated community.